# Bonito Generation
Bonito Generation è il primo album in studio dei Kero Kero Bonito, pubblicato nel 2016.

## Storia
Dopo l'uscita del loro mixtape di debutto Intro Bonito (2014), i Kero Kero Bonito decisero di realizzare con i produttori del roster dell'etichetta PC Music un album "più cantautoriale del solito e in cui non ci fossero solo un mucchio di linee di basso e riff sconnessi." Benché l'uscita dell'esordio dei Kero Kero Bonito fosse prevista nel 2015, essi dichiararono, in un articolo di James Rettig di Stereogum, che stavano ancora "cercando di capire che tipo di impressione volevano dare al pubblico" con il loro debutto in studio. L'album, intitolato Bonito Generation, venne pubblicato agli inizi del mese di agosto del 2016 dopo oltre un anno di lavoro. Il disco venne promosso con i videoclip dei singoli Lipslap, Break, Trampoline, e Forever Summer Holiday.

## Accoglienza
Dopo la sua uscita, Bonito Generation ricevette il plauso della critica. Sul sito Metacritic viene data una valutazione media al disco pari a 81/100 basata sulla media di sette recensioni e viene considerato un album che avrebbe ricevuto il "plauso universale".
Alcuni recensori hanno sostenuto che l'album contiene dei brani che sono potenziali brani di successo. Heather Phares di AllMusic ha dichiarato che Bonito Generation è ricco di brani "spiritosi", e ha definito l'album "un mix vincente di arte sovversiva dal cuore genuino". Joe Rivers di Clash ha elogiato la produzione dell'album, che ha definito "gioiosa in modo a dir poco disarmante" e ha sostenuto che "grazie a una predilezione del gruppo per la dance dei primi anni novanta, alcuni dei brani qui presenti ti faranno venir voglia di ballare". Jamie Milton di DIY ha dichiarato che Bonito Generation "racchiude un mucchio di singoli straordinari diluiti in piccole dosi di glucosio". Milton si è anche complimentato con la band per aver realizzato un album con serietà e senza "prendere per il culo nessuno" (sic.) Kate Hutchinson del Guardian ha scritto che i brani di Bonito Generation sono "pepite ipocaloriche con l'iper-fluidità del J-pop kawaii che fanno, ovviamente, ritornare alla mente gli anni novanta, quando le boy band erano onnipresenti nelle classifiche." Nonostante ciò, Hutchinson ha anche osservato che i momenti migliori dell'album sarebbero quelli in cui la band "non si limita a essere esclusivamente satirica e leziosa e punta anche in altre direzioni sonore".

## Formazione
- Sarah Midori Perry
- Gus Lobban
- Jamie Bulled

## Tracce
Testi e musiche di Sarah Midori Perry, Gus Lobban e Jamie Bulled, eccetto dove indicato.
1. Waking Up – 2:57
2. Heard a Song – 3:19 (Gus Lobban)
3. Graduation – 3:19
4. Fish Bowl – 1:45 (Sarah Midori Perry, Gus Lobban)
5. Big City – 2:52 (Sarah Midori Perry, Gus Lobban)
6. Break – 3:17
7. Lipslap – 3:39 (Gus Lobban, Jamie Bulled)
8. Try Me – 3:29
9. Paintbrush – 0:57 (Sarah Midori Perry, Gus Lobban)
10. Trampoline – 4:03
11. Picture This – 3:23
12. Hey Parents – 3:22